# Phthiracarus pedanos
Phthiracarus pedanos är en kvalsterart som först beskrevs av Wojciech Niedbała 2004.  Phthiracarus pedanos ingår i släktet Phthiracarus och familjen Phthiracaridae. Inga underarter finns listade i Catalogue of Life.